# Led Zeppelin IV
Безимени четврти студијски албум британске рок групе Лед Зепелин, познатији под називом Led Zeppelin IV, познат и као Четири симбола (ретко: Зосо), објављен је 8. новембра 1971. године. Овај албум се сматра најбољим остварењем групе, између осталог, због тога што се на њему обрела једна од најбољих рок песама икад снимљених, Stairway to Heaven.
Албум је уврштен у 500 најбољих албума свих времена, магазина Rolling Stone (2012).
У свету се налази на 10. позицији најпродаванијих албума свих времена (37 милиона продатих копија), док је у САД у топ 4 (23 милиона копија).

## Настанак албума
Главни део материјала за овај албум је снимљен у периоду од децембра 1970. до јануара 1971. године. На њему се нашла и једна фолк-оријентисана, акустична песма која није уврштена на њихов трећи албум, Going to California, што је поново дало до знања публици да Лед зепелин није само пука хард рок или хеви метал група, какву репутацију су им донела прва два албума из 1969. године.
Бубњарска умећа Џона Бонама се осликавају у енергичној Four Sticks, али и у увертири песме When the Levee Breaks, те тријумфалном завршетку песме Rock and Roll, коју су посветили жанру који их је створио.
Своју опсесију Толкином, Роберт Плант исказује у песмама Misty Mountain Hop и The Battle of Evermore, коју је отпевао у дуету са Сенди Дени.
Џон Пол Џоунс је пажљиво испратио сваку ноту свирајући на неколико инструмената. Ипак, његов највећи допринос овом албуму је свакако препознатљиви „обрнути риф” смишљен за песму Black Dog, који је Пејџ маестрално одсвирао, а Плант употпунио атмосферу својим текстом који алудира на секс и дрогу.
Џими Пејџ и Роберт Плант су се свакако уписали у историју рока потписавши осмоминутно ремек-дело Stairway to Heaven. То је рок балада степенасте мелодије, која почиње са акустичним гитарским уводом, а наставља се благим убрзавањем са увођењем Бонамових бубњева (све то прати Плантов тихи глас и ванвременски стихови), и на крају експлодира у најбољи гитарски соло свих времена и жесток врисак Плантовог гласа у рефрену. Песма је далеко превазишла албум и постала најслушанија ствар на радио-станицама у САД, иако никад није издата као сингл. Четрдесет и пет година након објављивања, 2016. године, Плант и Пејџ су се суочили са суђењем у Лос Анђелесу, на ком је разматрано да ли је Stairway плагијат или не, а по тужби адвоката покојног гитаристе групе Спирит, Рендија Калифорније. Ипак, суд је одбацио оптужбе, те је песма остала и даље искључиво наслеђе Лед зепелина.

## Наслов
Након млаке, ако не и збуњене и понекад ниподаштавајуће, критичке реакције коју је Led Zeppelin III добио крајем 1970. године, Пејџ је одлучио да следећи албум групе неће имати наслов, већ ће имати четири руком нацртана симбола на плочи односно омоту и наведен назив  издавачке куће. Сваки члан бенда је имао слободу да изабере симбол који ће га представљати. Дискографска кућа је била оштро против те идеје, али група је истрајавала у својој идеји и одбила је да преда мастер траке док се не пристане на њихову одлуку.
Пејџ је такође изјавио да је одлука да албум објави без икаквих писаних информација на омоту албума била у супротности са изразитим саветом који му је дао један новинар, који је рекао да ће након годину дана одсуства са албума и турнеја, тај потез бити налик „професионалном самоубиству“. Пејџ је тада помислио: „Случајно смо имали много вере у оно што радимо. Подсетио је да је дискографска кућа инсистирала да наслов мора бити на албуму, али је остао при своме, јер је сматрао да би то био одговор критичарима који не могу да ураде рецензију једног албум Лед Цепелина без референцирања на претходне албуме.
Издавање албума без званичног наслова отежало је доследну идентификацију. Иако се најчешће назива Led Zeppelin IV, каталози Atlantic Records-а користе називе Four Symbols и The Fourth Album. Такође се помиње као ZoSo (чији симбол странице изгледа да пише), Без наслова и Руне. Пејџ често у интервјуима спомиње албум као „четврти албум“ и „Led Zeppelin IV“, а Плант о њему мисли као „четврти албум, то је све“. Оригинални LP такође нема текст на предњој или последњој страни, и недостаје му каталошки број.

## Песме на албуму
| Песма                  | Трајање | Текст и музика                         |
| ---------------------- | ------- | -------------------------------------- |
| Black Dog              | 4:54    | Џоунс, Пејџ, Плант                     |
| Rock and Roll          | 3:40    | Бонам, Џоунс, Пејџ, Плант              |
| The Battle of Evermore | 5:51    | Пејџ, Плант                            |
| Stairway to Heaven     | 8:02    | Пејџ, Плант                            |
| Misty Mountain Hop     | 4:38    | Џоунс, Пејџ, Плант                     |
| Four Sticks            | 4:44    | Пејџ, Плант                            |
| Going to California    | 3:31    | Пејџ, Плант                            |
| When the Levee Breaks  | 7:07    | Бонам, Џоунс, Мемфис Мини, Пејџ, Плант |